# اوید، شهرستان شعبه، میشیگان
اوید (به انگلیسی: Ovid Township) یک منطقهٔ مسکونی در ایالات متحده آمریکا است که در شهرستان برنچ، میشیگان واقع شده‌است.
 اوید ۹۳٫۸ کیلومتر مربع مساحت و ۲٬۳۲۶ نفر جمعیت دارد و ۲۹۹ متر بالاتر از سطح دریا واقع شده‌است.